# Лист, Джон Август
Джон Август Лист (англ. John August List; родился 25 сентября 1968, Мадисон, Висконсин, США) — американский экономист, заслуженный профессор экономики кафедры имени Кеннета Гриффина  Чикагского университета.

## Биография
Родился 25 сентября 1968 года в Мадисон (Висконсин), штат Висконсин. Окончил в 1987 году Высшую школу Сан-Прейри.
Лист в 1992 году получил степень бакалавра по экономике в университете Висконсина в Стивенсе-Пойнте. В 1996 году был удостоен докторской степени по экономике в  Вайомингском университете. Диссертация была на тему «Оптимальные институциональные меры по контролю над загрязнениями».
Преподавательскую деятельность начал в 1996—2000 годах в должности ассистента профессора экономики в университете Центральной Флориды, позже стал ассоциированным профессором в  Аризонском университете в 2000—2001 годах. В 2001 году занял должность полного профессора в  Мэрилендском университете в Колледж-Парке, где работал до 2005 года. А с 2005 года является профессором экономики  Чикагского университета. В 2011 году назначен профессором экономики кафедры имени Гомера Ливингстона Чикагского университета, а с 2012 года заведующий кафедры экономики. В 2014—2016 годах заслуженный профессор экономики кафедры имени Гомера Ливингстона. С 2016 года заслуженный профессор экономики кафедры имени Кеннета Гриффина Чикагского университета.
Был приглашенным преподавателем Центра экономических исследований при университете Тилбурга в 1998 году и в 2000 году. В 2003—2005 годах заместитель директора Совместного института исследований глобальных изменений. В 2002—2004 годах был старшим экономистом в Совете экономических консультантов по вопросам экологической и ресурсной экономики. Был соредактором Journal of Economic Perspectives в 2010—2013 годах, помощником редактора American Economic Review в 2004—2010 годах, помощником редактора Journal of Economic Literature в 2006—2011 годах, соредактором Journal of Environmental Economics and Management в 2004—2010 годах, редактором Journal of Socio-Economics в 2014 году и Oxford Review of Economic Policy в 2014 году.
В настоящий момент является заочным сотрудником на кафедре экономики университета Тилбурга с 2003 года, членом организации «Ресурсы для будущего» с 2004 года, научным сотрудником Института экономики труда с 2004 года научным сотрудником Национального бюро экономических исследований с 2003 года, членом Эконометрического общества с 2015 года, членом  Американской академии искусств и наук с 2011 года. С 2011 года является редактором Management Science, с 2016 года редактором Nonprofit and Voluntary Sector Quarterly, соредактором Environmental and Resource Economics в 2001—2004 годах и с 2005 года, помощником редактора Journal of Regional Science с 2001 года, членом редколлегии «The B.E. Journals in Economic Analysis & Policy» и «Experimental Economics» с 2004 года, членом редколлегии Journal of Environmental Economics and Management с 2001 года, членом редколлегии «Letters in Spatial and Resource Economics» с 2006 года.
Семья
Женат и имеет пятерых детей: Анника, Илай и Ной (близнецы), Грета и Мейсон.

## Награды
За свои достижения в области экономики был удостоен рядом наград:
- 1990, 1991 — стипендия по академической всеамериканской программе[англ.] по гольфу  Национальной ассоциации студенческого спорта от университета Висконсина в Стивенсе-Пойнте,
- 1995, 1996 — премия Джона Бусаса самому выдающемуся аспиранту по экономики Вайомингского университета,
- 1997, 1998, 1999, 2000 — награда Карла Галлоуэй как лучшему учителю факультета экономики Колледжа делового администрирования университета Центральной Флориды,
- 2004 — первое место статьи «Информационные каскады: результаты полевого эксперимента с профессионалами рынка» от Консультантов финансового управления[англ.],
- 2004 — приз выдающемуся выпускнику  Вайомингского университета,
- 2008 — приз выдающемуся выпускнику университета Висконсина в Стивенсе-Пойнте[англ.],
- 2008 — приз Эрроу от Bepress[англ.] за статью «Рынок: катализатор рациональности и фильтр иррациональности»,
- 2010 — премия Джона Гэлбрейта от Ассоциации сельского хозяйства и прикладной экономики[англ.],
- 2012 — почётный докладчик лекции памяти Юрьё Яхнссона от фонда Юрьё Яхнссона[англ.],
- 2014 — почётный доктор университета Тилбурга[англ.],
- 2015 — Clarivate Citation Laureates,
- 2015 — вошёл в топ 50 инноваторов «Власть и Влияние» по версии газеты The NonProfit Times[англ.],
- 2016 — вошёл в топ 50 инноваторов «Власть и Влияние» по версии газеты The NonProfit Times[англ.],
- 2016 — почетный докладчик лекции памяти Лоуренса Клейна от International Economic Review[англ.].